# Pangi állomás
Pangi (Bangi) állomás metróállomás a szöuli metró 5-ös vonalán, Szongpha-ku (Songpa-gu) kerületben.

## Viszonylatok
| 5-ös vonal                           | 5-ös vonal                | 5-ös vonal                          |
| ------------------------------------ | ------------------------- | ----------------------------------- |
| Olimpiai park Panghva (Banghwa) felé | Macshon (Macheon) szakasz | Ogum (Ogeum) Macshon (Macheon) felé |